# Papratnjača
Papratnjača (lat. Polystichum), veliki rod listopadnih, poluzimzelenih i vazdazelenih trajnica iz porodice papratki Dryopteridaceae, dio  reda osladolike.
Pripada mu 405 vrsta plus 62 hibrida vrsta raširenih po svim kontinentima, često su to litofitne paprati, a rjeđe epifiti

## Vrste
1. Polystichum acanthophyllum (Franch.) Christ
2. Polystichum acrostichoides (Michx.) Schott
3. Polystichum aculeatum (L.) Roth
4. Polystichum acutidens Christ
5. Polystichum acutipinnulum Ching & K. H. Shing
6. Polystichum adungense H. S. Kung & Li Bing Zhang ex Ching & Fraser-Jenk.
7. Polystichum albomarginatum M. Kessler & A. R. Sm.
8. Polystichum alcicorne (Baker) Diels
9. Polystichum alfaroi (Christ) Barrington
10. Polystichum alluvium Li Bing Zhang, N. T. Lu & Yi F. Duan
11. Polystichum alpinum Rosenst.
12. Polystichum altum Ching ex Li Bing Zhang & H. S. Kung
13. Polystichum ambiguum Maxon
14. Polystichum amboroense M. Kessler & A. R. Sm.
15. Polystichum ammifolium (Desv.) C. Chr.
16. Polystichum andersonii Hopkins
17. Polystichum andinum Phil.
18. Polystichum annapurnicola Fraser-Jenk. ex Thapa
19. Polystichum anomalum (Hook. & Arn.) J. Sm.
20. Polystichum anshunense Li Bing Zhang
21. Polystichum archboldii Copel.
22. Polystichum articulatipilosum H. G. Zhou & Hua Li
23. Polystichum asiae-minoris Tunckol & Li Bing Zhang
24. Polystichum asperrimum Li Bing Zhang
25. Polystichum assurgentipinnum W. M. Chu & B. Y. Zhang
26. Polystichum atkinsonii Bedd.
27. Polystichum attenuatum Tagawa & K. Iwats.
28. Polystichum auriculum Ching
29. Polystichum australiense Tindale
30. Polystichum australium Copel.
31. Polystichum austropaleaceum Fraser-Jenk.
32. Polystichum bachii M. Kessler & A. R. Sm.
33. Polystichum bakerianum (Atk.) Diels
34. Polystichum balansae Christ
35. Polystichum bamlerianum Rosenst.
36. Polystichum basipinnatum (Baker) Diels
37. Polystichum biaristatum (Blume) T. Moore
38. Polystichum bifidum Ching
39. Polystichum bigemmatum Ching ex L. L. Xiang
40. Polystichum bissectum C. Chr.
41. Polystichum boboense Hieron.
42. Polystichum bolanicum Rosenst.
43. Polystichum bonapartii Rosenst.
44. Polystichum bonseyi W. H. Wagner & Hobdy
45. Polystichum bradei Rosenst.
46. Polystichum brassii Copel.
47. Polystichum braunii (Spenn.) Fée
48. Polystichum bulbiferum Barrington
49. Polystichum calderonense Proctor
50. Polystichum californicum (D. C. Eaton) Diels
51. Polystichum capillipes (Baker) Diels
52. Polystichum caruifolium (Baker) Diels
53. Polystichum caudatum (Sw.) Fée
54. Polystichum caudescens Dutra
55. Polystichum cavernicola Li Bing Zhang & H. He
56. Polystichum centronepalense Fraser-Jenk. & Tamang
57. Polystichum chaparense M. Kessler & A. R. Sm.
58. Polystichum cheilanthoides Copel.
59. Polystichum chilense (Christ) Diels
60. Polystichum chingiae Ching
61. Polystichum christianae (Jenman) Underw. & Maxon
62. Polystichum christii Ching
63. Polystichum chunii Ching
64. Polystichum clarinervium C. X. Li, N. R. Patel & Li Bing Zhang
65. Polystichum cochleatum (Klotzsch) Hieron.
66. Polystichum concinnum Lellinger ex Barrington
67. Polystichum confusum Li Bing Zhang
68. Polystichum congestum M. Kessler & A. R. Sm.
69. Polystichum conjunctum (Ching) Li Bing Zhang
70. Polystichum consimile Ching
71. Polystichum copelandii Christ
72. Polystichum costularisorum Ching ex W. M. Chu & Z. R. He
73. Polystichum craspedosorum (Maxim.) Diels
74. Polystichum crassinervium Ching ex W. M. Chu & Z. R. He
75. Polystichum crinigerum (C. Chr.) Ching
76. Polystichum crinulosum (Desv.) J. P. Roux
77. Polystichum cuneatiforme W. M. Chu & Z. R. He
78. Polystichum cuneatum Nakaike
79. Polystichum cyclolobum C. Chr.
80. Polystichum cystostegia (Hook.) Armstr.
81. Polystichum daguanense L. L. Xiang ex Ching
82. Polystichum dangii P. S. Wang
83. Polystichum decoratum Maxon
84. Polystichum deflexum Ching ex W. M. Chu
85. Polystichum deltatum Li Bing Zhang, M. Q. Han & Yan Liu
86. Polystichum deltodon (Baker) Diels
87. Polystichum deminuens Maxon
88. Polystichum diaphanum (Zoll. & Moritz) T. Moore
89. Polystichum dielsii Christ
90. Polystichum diffundens H. S. Kung & Li Bing Zhang
91. Polystichum discretum (D. Don) J. Sm.
92. Polystichum disjunctum Ching ex W. M. Chu & Z. R. He
93. Polystichum dissimulans Maxon
94. Polystichum distans E. Fourn.
95. Polystichum dongchuanense Z. L. Liang, Z. R. He & Li Bing Zhang
96. Polystichum dracomontanum Schelpe & N. C. Anthony
97. Polystichum drepanum (Sw.) C. Presl
98. Polystichum dubium (H. Karst.) Diels
99. Polystichum dudleyi Maxon
100. Polystichum duthiei (Hope) C. Chr.
101. Polystichum duyunense Li Bing Zhang, X. Y. Miao & Chun X. Li
102. Polystichum echinatum (J. F. Gmel.) C. Chr.
103. Polystichum elevatovenosum Ching ex W. M. Chu & Z. R. He
104. Polystichum elmeri Copel.
105. Polystichum eriorachis Alderw.
106. Polystichum erosum Ching & K. H. Shing
107. Polystichum erythrosorum A. R. Sm.
108. Polystichum exauriforme H. S. Kung & Li Bing Zhang
109. Polystichum excellens Ching
110. Polystichum excelsius Ching & Z. Y. Liu
111. Polystichum falcatilobum Ching ex W. M. Chu & Z. R. He
112. Polystichum falcinellum (Sw.) C. Presl
113. Polystichum fallax Tindale
114. Polystichum faucicola M. Kessler & Lehnert
115. Polystichum fengshanense Li Bing Zhang & H. He
116. Polystichum fibrillosopaleaceum (Kodama) Tagawa
117. Polystichum filiorum Mickel
118. Polystichum fimbriatum Christ
119. Polystichum flaccidum Alderw.
120. Polystichum formosanum Rosenst.
121. Polystichum formosum Tindale
122. Polystichum fournieri A. R. Sm.
123. Polystichum fraxinellum (Christ) Diels
124. Polystichum fuentesii Espinosa
125. Polystichum fugongense Ching & W. M. Chu
126. Polystichum furfuraceum A. R. Sm.
127. Polystichum fuscum Copel.
128. Polystichum gejiuense Li Bing Zhang, M. Q. Han & Yan Liu
129. Polystichum gelidum (Kunze ex Klotzsch) Fée
130. Polystichum glaciale Christ
131. Polystichum glandulosum C. Presl
132. Polystichum grandifrons C. Chr.
133. Polystichum guadalupense Fée
134. Polystichum guajaibonense Morejón & C. Sánchez
135. Polystichum guangxiense W. M. Chu & H. G. Zhou
136. Polystichum gymnocarpium Ching ex W. M. Chu & Z. R. He
137. Polystichum hagiangense N.T.Lu, Liang Zhang & L.-B.Zhang
138. Polystichum hainanicola Li Bing Zhang, Liang Zhang & X. F. Gao
139. Polystichum haleakalense Brack.
140. Polystichum hancockii (Hance) Diels
141. Polystichum hanmengqii Li Bing Zhang & Yan Liu
142. Polystichum harpophyllum (Zenker ex Kunze) Sledge
143. Polystichum harrisii Maxon
144. Polystichum hartwegii (Klotzsch) Hieron.
145. Polystichum hastipinnum G. D. Tang & Li Bing Zhang
146. Polystichum hecatopterum Diels
147. Polystichum herbaceum Ching & Z. Y. Liu
148. Polystichum hillebrandii Carruth.
149. Polystichum holttumii C. Chr.
150. Polystichum hookerianum (C. Presl) C. Chr.
151. Polystichum houchangense Ching ex P. S. Wang
152. Polystichum huashanicola (W. M. Chu & Z. R. He) Li Bing Zhang
153. Polystichum hubeiense Liang Zhang & Li Bing Zhang
154. Polystichum ichangense Christ
155. Polystichum igaense Tagawa
156. Polystichum ilicifolium Fée
157. Polystichum imbricans (D. C. Eaton) D. H. Wagner
158. Polystichum inadae Kurata
159. Polystichum incisopinnulum H. S. Kung & Li Bing Zhang
160. Polystichum incongruum J. P. Roux
161. Polystichum integrilobum (Ching ex Y. T. Hsieh) W. M. Chu ex H. S. Kung
162. Polystichum integripinnum Hayata
163. Polystichum jamunae Fraser-Jenk.
164. Polystichum jinfoshanense Ching & Z. Y. Liu
165. Polystichum jinpingense Z. L. Liang, Liang Zhang & Li Bing Zhang
166. Polystichum jiucaipingense P. S. Wang & Q. Luo
167. Polystichum jiulaodongense W. M. Chu & Z. R. He
168. Polystichum kadyrovii Askerov & A. E. Bobrov
169. Polystichum kalambatitrense Tardieu
170. Polystichum kenwoodii Lorence & W. L. Wagner
171. Polystichum keysserianum Rosenst.
172. Polystichum kilimanjaricum Pic. Serm.
173. Polystichum kinabaluense C. Chr.
174. Polystichum kropfii Li Bing Zhang & Yi F. Duan
175. Polystichum kruckebergii W. H. Wagner
176. Polystichum kungianum H. He & Li Bing Zhang
177. Polystichum kurokawae Tagawa
178. Polystichum kwakiutlii D. H. Wagner
179. Polystichum kwangtungense Ching
180. Polystichum lachenense (Hook.) Bedd.
181. Polystichum lanceolatum (Baker) Diels
182. Polystichum lancilobum C. Chr.
183. Polystichum langchungense Ching ex H. S. Kung
184. Polystichum laniceps Rosenst.
185. Polystichum lehmannii Hieron.
186. Polystichum lemmonii Underw.
187. Polystichum lentum (D. Don) T. Moore
188. Polystichum lepidocaulon (Hook.) J. Sm.
189. Polystichum lepidotum Sundue & M. Kessler
190. Polystichum leveillei C. Chr.
191. Polystichum levingei C. Hope ex Christ
192. Polystichum libingii Yi F. Duan & Kropf
193. Polystichum liboense P. S. Wang & X. Y. Wang
194. Polystichum lilianae Barrington
195. Polystichum lindsaeifolium Scort.
196. Polystichum lineare (C. Chr.) Copel.
197. Polystichum liui Ching
198. Polystichum lonchitis (L.) Roth
199. Polystichum longifrons Kurata
200. Polystichum longipaleatum Christ
201. Polystichum longispinosum Ching ex Li Bing Zhang & H. S. Kung
202. Polystichum longissimum Ching & Z. Y. Liu
203. Polystichum loratum H. He & Li Bing Zhang
204. Polystichum luctuosum (Kunze) T. Moore
205. Polystichum luteoviride Li Bing Zhang, Yi F. Duan, N. T. Lu & Liang Zhang
206. Polystichum machaerophyllum Sloss.
207. Polystichum macleaii (Baker) Diels
208. Polystichum macrodon Li Bing Zhang
209. Polystichum maevaranense Tardieu
210. Polystichum magnificum Ballard
211. Polystichum makinoi (Tagawa) Tagawa
212. Polystichum malipoense Li Bing Zhang, M. Q. Han & Yan Liu
213. Polystichum manickamianum Benniamin, Fraser-Jenk. & Irudayaraj
214. Polystichum manmeiense (Christ) Nakaike
215. Polystichum marionense Alston & Schelpe
216. Polystichum marquesense E. D. Br.
217. Polystichum martinii Christ
218. Polystichum mashikoi Kurata
219. Polystichum maximum M. Kessler & A. R. Sm.
220. Polystichum mayebarae Tagawa
221. Polystichum mehrae Fraser-Jenk. & Khullar
222. Polystichum menglaense Z. L. Liang & Li Bing Zhang
223. Polystichum mengziense Li Bing Zhang
224. Polystichum mexiae Copel.
225. Polystichum mickelii A. R. Sm.
226. Polystichum microchlamys (Christ) Matsum.
227. Polystichum minimum (Y. T. Hsieh) Li Bing Zhang
228. Polystichum minutissimum Li Bing Zhang & H. He
229. Polystichum mohrioides (Bory) C. Presl
230. Polystichum moluccense (Blume) T. Moore
231. Polystichum montevidense (Spreng.) Rosenst.
232. Polystichum monticola N. C. Anthony & Schelpe
233. Polystichum moorei Christ
234. Polystichum mucronifolium (Blume) B. K. Nayar & Kaur
235. Polystichum multifidum (Mett.) T. Moore
236. Polystichum mulunense X. L. Shen & R. H. Jiang
237. Polystichum munchii (Christ) C. Chr.
238. Polystichum munitum (Kaulf.) C. Presl
239. Polystichum muricatum (L.) Fée
240. Polystichum muscicola Ching ex W. M. Chu & Z. R. He
241. Polystichum muticum Copel.
242. Polystichum myer-dreesii Copel.
243. Polystichum nanchuanicum Ching
244. Polystichum nayongense P. S. Wang & X. Y. Wang
245. Polystichum neoacutidens Li Bing Zhang, Pollawatn & Liang Zhang
246. Polystichum neolobatum Nakai
247. Polystichum neozelandicum Fée
248. Polystichum nepalense (Spreng.) C. Chr.
249. Polystichum ningshenense Ching & Y. P. Hsu
250. Polystichum normale Ching ex P. S. Wang & Li Bing Zhang
251. Polystichum nudicaule Rosenst.
252. Polystichum obai Tagawa
253. Polystichum oblanceolatum H. He & Li Bing Zhang
254. Polystichum obliquum (D. Don) T. Moore
255. Polystichum oblongipinnarum Li Bing Zhang, M. Q. Han & Yan Liu
256. Polystichum oblongum Ching ex W. M. Chu & Z. R. He
257. Polystichum obtusum J. Sm.
258. Polystichum oculatum Armstr.
259. Polystichum ohmurae Kurata
260. Polystichum opacum Rosenst.
261. Polystichum orbiculatum (Desv.) J. Rémy & Fée
262. Polystichum ordinatum (Kunze) Liebm.
263. Polystichum oreodoxa H. S. Kung & Li Bing Zhang ex Ching
264. Polystichum otomasui Kurata
265. Polystichum otophorum (Franch.) Bedd.
266. Polystichum ovatopaleaceum (Kodama) Kurata
267. Polystichum paleatum Copel.
268. Polystichum pallidum Gardner
269. Polystichum palniense Fraser-Jenk.
270. Polystichum papuanum C. Chr.
271. Polystichum paradeltodon L. L. Xiang
272. Polystichum paramicola M. Kessler & A. R. Sm.
273. Polystichum paramoupinense Ching
274. Polystichum parvifoliolatum W. M. Chu
275. Polystichum parvipinnulum Tagawa
276. Polystichum pauciaculeatum Bonap.
277. Polystichum peishanii Li Bing Zhang & H. He
278. Polystichum perditum Li Bing Zhang
279. Polystichum perpusillum Li Bing Zhang & H. He
280. Polystichum piceopaleaceum Tagawa
281. Polystichum pilosum Copel.
282. Polystichum pingbianense Li Bing Zhang, M. Q. Han & Yan Liu
283. Polystichum plaschnickianum (Kunze) T. Moore
284. Polystichum platylepis Fée
285. Polystichum platyphyllum (Willd.) C. Presl
286. Polystichum plicatum (Poepp. ex Kunze) Hicken ex Hosseus
287. Polystichum polyblepharum (Roem. ex Kunze) C. Presl
288. Polystichum polyodon Ching
289. Polystichum polyphyllum (C. Presl) C. Presl
290. Polystichum prescottianum (Wall. ex Mett.) T. Moore
291. Polystichum prionolepis Hayata
292. Polystichum proliferum (R. Br.) C. Presl
293. Polystichum pseudoacutidens Ching ex W. M. Chu & Z. R. He
294. Polystichum pseudolanceolatum Ching ex P. S. Wang
295. Polystichum pseudomakinoi Tagawa
296. Polystichum pseudomicrophyllum Nakaike
297. Polystichum pseudosetosum Ching & Z. Y. Liu
298. Polystichum pseudostenophyllum Tagawa
299. Polystichum pseudotsus-simense Ching
300. Polystichum punctiferum C. Chr.
301. Polystichum pungens (Kaulf.) C. Presl
302. Polystichum puteicola Li Bing Zhang, H. He & Q. Luo
303. Polystichum putuoense Li Bing Zhang
304. Polystichum pycnolepis (Kunze ex Klotzsch) T. Moore
305. Polystichum pycnopterum (Christ) Ching ex W. M. Chu & Z. R. He
306. Polystichum quangbinhense Li Bing Zhang, N. T. Lu & Liang Zhang
307. Polystichum rachichlaena Fée
308. Polystichum rapense E. D. Br.
309. Polystichum recavum H. J. Wei & Li Bing Zhang
310. Polystichum rectum Li Bing Zhang, M. Q. Han & Yan Liu
311. Polystichum retrosopaleaceum (Kodama) Tagawa
312. Polystichum revolutum P. S. Wang
313. Polystichum rhizophorum (Jenman) Maxon
314. Polystichum rhizophyllum (Sw.) C. Presl
315. Polystichum rigens Tagawa
316. Polystichum robustum Ching ex Li Bing Zhang & H. S. Kung
317. Polystichum rochaleanum Glaz. ex Fée
318. Polystichum rufopaleaceum Ching ex Li Bing Zhang & H. S. Kung
319. Polystichum rufum M. Kessler & A. R. Sm.
320. Polystichum rupicola Ching ex W. M. Chu
321. Polystichum sanchezii Morejón
322. Polystichum saxicola Ching ex H. S. Kung & Li Bing Zhang
323. Polystichum scariosum (Roxb.) C. V. Morton
324. Polystichum schizophyllum Lorea-Hern. & A. R. Sm.
325. Polystichum scopulinum (D. C. Eaton) Maxon
326. Polystichum semifertile (C. B. Clarke) Ching
327. Polystichum setiferum (Forssk.) T. Moore ex Woyn.
328. Polystichum setigerum (C. Presl) C. Presl
329. Polystichum setillosum Ching
330. Polystichum shandongense J. X. Li & Y. Wei
331. Polystichum shensiense Christ
332. Polystichum shimurae Sa. Kurata ex Seriz.
333. Polystichum shizuokaense Nakaike
334. Polystichum silvaticum (Colenso) Diels
335. Polystichum simile (Ching ex Y. T. Hsieh) Li Bing Zhang
336. Polystichum sinense (Christ) Christ
337. Polystichum sinotsus-simense Ching & Z. Y. Liu
338. Polystichum sodiroi Christ
339. Polystichum solomonii M. Kessler & A. R. Sm.
340. Polystichum speciosissimum (A. Braun ex Kunze) Copel.
341. Polystichum speluncicola Li Bing Zhang & H. He
342. Polystichum spongiosum Maxon
343. Polystichum squarrosum (D. Don) Fée
344. Polystichum stimulans (Kunze ex Mett.) Bedd.
345. Polystichum stokesii E. D. Br.
346. Polystichum stuebelii Hieron.
347. Polystichum subacutidens L. L. Xiang ex Ching
348. Polystichum subdeltodon Ching
349. Polystichum subfimbriatum W. M. Chu & Z. R. He
350. Polystichum subinerme (Kunze) Fraser-Jenk.
351. Polystichum subintegerrimum (Hook. & Arn.) R. Rodr.
352. Polystichum submarginale (Baker) L. L. Xiang ex Ching
353. Polystichum submite (Christ) Diels
354. Polystichum submucronatum (Christ) Morejón & C. Sánchez
355. Polystichum subtripteron Tzvelev
356. Polystichum subulatum Ching ex Li Bing Zhang
357. Polystichum superum Li Bing Zhang, M. Q. Han & Yan Liu
358. Polystichum tagawanum Kurata
359. Polystichum taizhongense H. S. Kung
360. Polystichum takakii Nakaike
361. Polystichum talamancanum Barrington
362. Polystichum tangmaiense H. S. Kung & Tateishi
363. Polystichum tenuius (Ching) Li Bing Zhang
364. Polystichum tetragonum Fée
365. Polystichum thomsonii (Hook. fil.) Bedd.
366. Polystichum tiandengense H. He & Li Bing Zhang
367. Polystichum tiankengicola Li Bing Zhang, Q. Luo & P. S. Wang
368. Polystichum tonkinense (Christ) W. M. Chu & Z. R. He
369. Polystichum tortuosum Nakaike
370. Polystichum transkeiense W. Jacobsen
371. Polystichum transvaalense N. C. Anthony
372. Polystichum trapezoides C. Presl
373. Polystichum trapezoideum (Ching & K. H. Shing ex K. H. Shing) Li Bing Zhang
374. Polystichum triangulum (L.) Fée
375. Polystichum tridens (Hook.) Fée
376. Polystichum tripteron (Kunze) C. Presl
377. Polystichum tsaratananense Tardieu
378. Polystichum turrialbae Christ
379. Polystichum uahukaense Lorence & W. L. Wagner
380. Polystichum underwoodii Maxon
381. Polystichum uniseriale (Ching ex K. H. Shing) Li Bing Zhang
382. Polystichum vestitum (G. Forst.) C. Presl
383. Polystichum viviparum Fée
384. Polystichum volkensii (Hieron.) C. Chr.
385. Polystichum vulcanicum (Blume) T. Moore
386. Polystichum walkerae (Hook.) Sledge
387. Polystichum wattii (Bedd.) C. Chr.
388. Polystichum wawranum (Szyszyl.) Perrie
389. Polystichum weimingii Li Bing Zhang & H. He
390. Polystichum whiteleggii Watts
391. Polystichum wilesianum Proctor
392. Polystichum woodsioides Christ
393. Polystichum woronowii Fomin
394. Polystichum wrightii (Baker) C. Chr. apud Maxon
395. Polystichum wulingshanense S. F. Wu
396. Polystichum xichouense (S. K. Wu & Mitsuta) Li Bing Zhang
397. Polystichum xiphophyllum (Baker) Diels
398. Polystichum yaanense Liang Zhang & Li Bing Zhang
399. Polystichum yaeyamense (Makino) Makino
400. Polystichum yifanii Li Bing Zhang & Kropf
401. Polystichum yuanum Ching
402. Polystichum yunnanense Christ
403. Polystichum zambesiacum Schelpe
404. Polystichum zayuense W. M. Chu & Z. R. He
405. Polystichum zhijinense Li Bing Zhang, Yi F. Duan & Kropf
406. Polystichum × amboversum Kurata
407. Polystichum × anceps Kurata
408. Polystichum × arendsii (F. Wirtg. ex Christ) R. Thiemann ex S. Piller
409. Polystichum × bicknellii (Christ) Hahne
410. Polystichum × dmitrievae Askerov
411. Polystichum × flemingii Fraser-Jenk.
412. Polystichum × fominii Askerov & A. E. Bobrov
413. Polystichum × fujisanense Seriz.
414. Polystichum × gemmilachenense Miyam. & T. Nakam.
415. Polystichum × hagenahii Cody
416. Polystichum × hakonense Kurata
417. Polystichum × hitoyoshiense Kurata
418. Polystichum × hokurikuense Kurata
419. Polystichum × iidanum Kurata
420. Polystichum × illyricum (Borbás) Hahne
421. Polystichum × inayatii Fraser-Jenk.
422. Polystichum × izuense Kurata
423. Polystichum × jitaroi Kurata
424. Polystichum × kai-montanum Seriz.
425. Polystichum × kasayamense Kurata
426. Polystichum × kiyozumianum Kurata
427. Polystichum × kumamontanum Kurata
428. Polystichum × kunioi Kurata
429. Polystichum × kuratae Seriz.
430. Polystichum × lesliei Rumsey & Acock
431. Polystichum × lonchitiforme (Halácsy) Bech.
432. Polystichum × luerssenii (Dörfl.) Hahne
433. Polystichum × maderense Johnson
434. Polystichum × meyeri Sleep & Reichst.
435. Polystichum × microlepis Kurata
436. Polystichum × midoriense T.Oka & S.Ohtani
437. Polystichum × minamitanii Sa. Kurata ex Seriz.
438. Polystichum × miuranum Kurata
439. Polystichum × mucrolentum Fraser-Jenk.
440. Polystichum × namegatae Kurata
441. Polystichum × ohtanii Kurata
442. Polystichum × okanum Kurata
443. Polystichum × ongataense Kurata
444. Polystichum × phulchowkiense Fraser-Jenk.
445. Polystichum × potteri Barrington
446. Polystichum × pseudobraunii Fraser-Jenk.
447. Polystichum × pseudolentum Fraser-Jenk.
448. Polystichum × pseudoparvipinnulum Miyam. & T. Nakam.
449. Polystichum × pseudosemifertile Nakaike & Gurung
450. Polystichum × rupestre P. S. Wang & Li Bing Zhang
451. Polystichum × safarovii Askerov & A. E. Bobrov
452. Polystichum × saltum J. P. Roux
453. Polystichum × sarukurense Seriz.
454. Polystichum × semiyunnanense Fraser-Jenk. & Kandel
455. Polystichum × shin-tashiroi Kurata
456. Polystichum × silviamontanum Miyam. & T. Nakam.
457. Polystichum × stewartii Fraser-Jenk.
458. Polystichum × suginoi Kurata
459. Polystichum × suyamanum Sa. Kurata ex Seriz.
460. Polystichum × takaosanense Kurata
461. Polystichum × tarebhirense Nakaike & Gurung
462. Polystichum × tetsuyamense Sa. Kurata ex Seriz.
463. Polystichum × titibuense Kurata
464. Polystichum × tokyoense Sa. Kurata ex Seriz.
465. Polystichum × utsumii (Kurata) Kurata
466. Polystichum × wirtgenii Hahne
467. Polystichum × yokohamense T. Oka & Ohtani

## Vanjske poveznice
|  | Zajednički poslužitelj ima još gradiva o temi Polystichum |
|  | Wikivrste imaju podatke o taksonu Polystichum             |